# Les Enfants volés d'Angleterre
Les Enfants volés d'Angleterre est un documentaire français réalisé en 2016 par Pierre Chassagnieux et Stéphanie Thomas pour France Télévisions, produit par Dream Way Productions. Il reprend un thème déjà développé par le documentaire de 2013, Angleterre, le royaume des enfants perdus, d'Isabelle Cottenceau.
Ce documentaire porte sur les cas d'adoption forcée au Royaume-Uni qui résultent du Children Act de 1989 : des couples se voient retirer de force leur enfant pour « probabilité de maltraitance », et reçoivent parfois dès la grossesse un courrier de la Local education authority (services sociaux) les déclarant inaptes à élever leur enfant. Sans antécédents judiciaires, les parents perdent tous leurs droits et voient leur progéniture partir à l’adoption.

## Distinctions
- Prix média ENFANCE majuscule 2020 (Mention) Catégorie Documentaire tourné à l'étranger pour Les enfants perdus d'Angleterre (deuxième volet)